# Eduard Bührer
Eduard Franz Josef Bührer (* 2. Januar 1882 in Offenburg; † 14. Februar 1965 ebenda) war ein deutscher Jurist und zwischen dem 14. März 1933 und 4. Juli 1933 nach der „Beurlaubung“ des demokratisch gewählten Oberbürgermeisters Wilhelm Külz offiziell als Stellvertreter geschäftsführender Oberbürgermeister in Dresden.

## Werdegang
Er absolvierte ein Jurastudium in Straßburg, München und Freiburg. 1905 schloss er dieses mit dem 1. Staatsexamen ab. Danach arbeitete er als Rechtspraktikant. 1909 legte er das 2. Staatsexamen ab. Zwischen 1914 und 1916 leistete er Kriegsdienst und erhielt 1914 das Eiserne Kreuz und 1916 das Badische Ritterkreuz 2. Klasse mit Schwertern des Ordens vom Zähringer Löwen. Anschließend amtierte Bührer als Richter, so ab 1916 als Amtsrichter in Schönau und ab 1920 als Untersuchungsrichter am Landgericht Karlsruhe.
1921 wurde er auf Vorschlag der SPD zum Zweiten Bürgermeister in seiner Heimatstadt Offenburg gewählt. Am 5. Juli 1923 wurde er zum Dritten Bürgermeister in Pforzheim gewählt. Am 1. Dezember 1927 verließ er Pforzheim, nachdem er, erneut als Kandidat der SPD, zum Zweiten Bürgermeister in Dresden gewählt worden war.
Zum 1. Mai 1932 wechselte er von der SPD zur NSDAP (Mitgliedsnummer 1.131.209).
1933 führte er für den amtsenthobenen Dresdner Oberbürgermeister kommissarisch die Amtsgeschäfte weiter. Zielgerichtet betrieb Bührer die nationalsozialistische Umgestaltung der städtischen Verwaltung. Ab Juli 1933 folgte ihm als Oberbürgermeister Ernst Zörner, Bührer war wieder Zweiter Bürgermeister. Am 1. April 1934 versetzte ihn der sächsische Reichsstatthalter Martin Mutschmann in den Ruhestand, nachdem er bereits im Februar 1934 wegen des Vorwurfs finanzieller Unregelmäßigkeiten beurlaubt worden war. Nach dem Krieg lebte er bis 1963 in Berlin und kehrte dann in seine Geburtsstadt Offenburg zurück, wo er 1965 verstarb.